# Karnet filatelistyczny
Karnet filatelistyczny – rodzaj waloru filatelistycznego dla kolekcjonerów na pamiątkę ważnych wydarzeń. Zaliczamy do tej kategorii m.in. druki bez miejsca adresowego z nalepionymi i skasowanymi znaczkami i książeczki ze znaczkami nie przeznaczonymi do obiegu.
Rozróżniamy karnety okolicznościowe (wydawane przez pocztę, organizatorów imprez i firmy filatelistyczne) oraz karnety pierwszego dnia obiegu (wydawane przez pocztę zamiast lub łącznie z FDC (First Day Cover - koperta pierwszego dnia obiegu) – zawierają informację o emisji znaczków na nim nalepionych i są skasowane datownikiem pierwszego dnia obiegu).
Upamiętnianie wydarzeń poprzez wydawanie okolicznościowych karnetów rozpoczęło się w okresie międzywojennym, lecz taki rodzaj wydawnictwa został dopiero niedawno dostrzeżony jako obiekt filatelistyczny.